# Communauté de communes du Cingal
La communauté de communes du Cingal est une ancienne communauté de communes française, située dans le département du Calvados.

## Historique
La communauté de communes est créée par arrêté préfectoral du 17 juin 1998 et est alors composée de six communes : Barbery, Bretteville-sur-Laize, Fresney-le-Vieux, Gouvix, Moulines et Saint-Sylvain.
Le 1er janvier 2017, elle fusionne avec la communauté de communes de la Suisse normande pour donner naissance à la communauté de communes Cingal-Suisse Normande.

## Composition
Elle était composée des dix-sept communes suivantes, toutes du canton de Thury-Harcourt (population municipale 2014, légale en 2017) :
1. Barbery (818 habitants)
2. Boulon (653 habitants)
3. Bretteville-le-Rabet (289 habitants)
4. Bretteville-sur-Laize (1 780 habitants)
5. Le Bû-sur-Rouvres (107 habitants)
6. Cauvicourt (489 habitants)
7. Cintheaux (199 habitants)
8. Estrées-la-Campagne (240 habitants)
9. Fresney-le-Puceux (787 habitants)
10. Fresney-le-Vieux (275 habitants)
11. Gouvix (794 habitants)
12. Grainville-Langannerie (756 habitants)
13. Moulines (279 habitants)
14. Saint-Germain-le-Vasson (957 habitants)
15. Saint-Sylvain (1 420 habitants)
16. Soignolles (124 habitants)
17. Urville (623 habitants)

## Compétences
- Aménagement de l'espace
  - Constitution de réserves foncières (à titre obligatoire)
  - Schéma de cohérence territoriale (SCOT) (à titre obligatoire)
  - Schéma de secteur (à titre obligatoire)
- Développement et aménagement économique
  - Action de développement économique (Soutien des activités industrielles, commerciales ou de l'emploi, soutien des activités agricoles et forestières...) (à titre obligatoire)
  - Création, aménagement, entretien et gestion de zone d'activités industrielle, commerciale, tertiaire, artisanale ou touristique (à titre obligatoire)
  - Tourisme (à titre obligatoire)
- Développement et aménagement social et culturel
  - Activités culturelles ou socioculturelles (à titre facultatif)
  - Activités périscolaires (à titre facultatif)
  - Activités sportives (à titre facultatif)
  - Établissements scolaires (à titre optionnel)
  - Transport scolaire (à titre facultatif)
- Énergie - Hydraulique (à titre facultatif)
- Environnement
  - Assainissement non collectif (à titre facultatif)
  - Collecte et traitement des déchets des ménages et déchets assimilés (à titre optionnel)
  - Protection et mise en valeur de l'environnement (à titre optionnel)
- Logement et habitat
  - Politique du logement social (à titre optionnel)
  - Programme local de l'habitat (à titre optionnel)
- Voirie - Création, aménagement, entretien de la voirie (à titre optionnel)

## Administration
| Période    | Période       | Identité             | Étiquette | Qualité                         |
| ---------- | ------------- | -------------------- | --------- | ------------------------------- |
| juin 1998  | avril 2008    | Jean-Jacques Lacoste | PS        | Maire de Bretteville-sur-Laize  |
| avril 2008 | avril 2014    | Bruno Moutinho       |           | Maire de Moulines               |
| avril 2014 | décembre 2016 | François Besnard     | MoDem     | Maire de Grainville-Langannerie |

## Jumelages
- Massbach (Allemagne).

Depuis 1989/1990, la communauté de communes est jumelée avec la commune de Massbach (en allemand : Maßbach) qui est située près de Wurtzbourg (all.: Würzburg) en Basse Franconie et qui se compose de quatre villages avec environ 5 000 habitants au total.

## Sources
- Le SPLAF - (Site sur la Population et les Limites Administratives de la France)
- La base ASPIC du Calvados - (Accès des Services Publics aux Informations sur les Collectivités)